# Мария Кисельова
Мария Александровна Кисельова (28 септември 1974 г., Куйбишев, СССР) е руска състезателка по синхронно плуване, трикратен олимпийски шампион, двукратен световен и деветкратен европейски шампион, заслужил майстор на спорта (2000). Телевизионна водеща.

## Биография
Започва да се занимава с плуване на 3-годишна възраст, макар че родителите ѝ я записват само в секцията за общо физическо развитие, без да мислят за професионален спорт.
През 1996 г. постъпва във факултета по журналистика в Московския държавен университет „Ломоносов“., който завършва през 2002 г.

### Спортни постижения
Кисельова е трикратен олимпийски шампион (с Олга Брусникина), трикратен световен шампион, деветкратен европейски шампион, многократен победител в състезанията за Световната и Европейската купа, победител в Игрите на добра воля, многократен шампион на Русия.

### В телевизията
Започва работа в телевизията през 2001 г., в спортната редакция на НТВ, по покана на Алексей Бурков. През 2001 – 2002 г. води спортните новини на програмата на НТВ „Днес“. В същия период работи като кореспондент на спортния канал НТВ-Плюс и на НТВ за програмите „Сегодня“ и „Намедни“. Напуска НТВ през май 2002 г., защото по това време се завръща стария състав от спортни коментатори.
От 25 септември 2001 г. до 2 юли 2005 г., едновременно със спортната си кариера, тя води телевизионната игра „Слабото звено“ на Първи канал, при което получава две награди – за „Най-стилна телевизионна водеща“ и „Дебют на годината“ (2001).
На 23 декември 2002 г. тя провежда новогодишната телевизионна игра Кой иска да бъде милионер? вместо Максим Галкин. На 30 декември същата година провежда първия кръг на играта „Поле на чудесата“, а буквите са отваряни от Леонид Якубович
В началото и средата на 2000-те години работи и като спортен коментатор в Дирекцията по спортни програми на Първи канал. Като спортна журналистка Мария Киселева работи като част от екипите на телевизионните канали за Европейското първенство по водни спортове през 2002 г., Олимпийските игри през 2006 г. (Торино) и 2016 г. (Рио де Жанейро).
През есента на 2006 г. участва в телевизионния проект Звезди на леда на Канал 1, заедно с фигуриста Максим Маринин.
От ноември 2008 г. до 2009 г. е водеща на руската лотария „Гослото“ на НТВ, а по-късно – в телевизионния канал „Спорт“.
През есента на 2015 г. Кисельова води телевизионното предаване „Заедно с делфините“ на Първи канал, заедно с Валдис Пелш.
Изиграва ролята на Варя Иволгин в серийния филм, режисиран от Владимир Бортко, „Идиот“, базиран на романа на Фьодор Достоевски. Многократно участва в реклами.

### Обществена дейност
Мария Кисельова е член на Президиума на Съвета към президента на Руската федерация по физическа култура и спорт, както и член на партията „Единна Русия“.
Участва в програмата „Посланици на Универсиада 2013“ (Лятна универсиада 2013 в Казан). Тя е посланик на Световното първенство по водни спортове през 2015 г.
През 2012 и 2018 г. Кисельова е доверено лице на кандидата за президент Владимир Путин.

## Награди
- Почетен орден (19 април 2001 г.) – за голям принос в развитието на физическата култура и спорта, високи спортни постижения на игрите на XXVII Олимпиада от 2000 г. в Сидни[31]

## Филмография
- „Идиот“ (2003)[32] – Варвара Иволгина
- „Параграф 78. Филм втори“ (2007, режисьор М. Хлебородов) – роля: член на военния трибунал